# Ben (álbum de Jorge Ben)
Ben é o nono álbum de estúdio pelo artista brasileiro Jorge Ben, lançado em 1972. O álbum tem algumas das canções mais populares do Jorge Ben, "Taj Mahal", e "Fio Maravilha", sendo uma homenagem para o atacante icônico do Flamengo chamando de Fio Maravilha. A capa do álbum mostra o Jorge Ben com um cabelo afro usando uma roupa branca em um fundo branco.

## "Taj Mahal" e Rod Stewart
Jorge Ben entrou com uma ação de violação de direitos autorais alegando que a canção de Rod Stewart "Da Ya Think I'm Sexy?" era derivada de "Taj Mahal". O caso foi "resolvido amigavelmente", de acordo com ele. Stewart admitiu "plágio inconsciente" da melodia de Jorge Ben em sua autobiografia de 2012.

## Legado
Em uma enquete de 162 especialistas musicais conduzida pelo podcast Discoteca Básica, o álbum classificou em 414º, um dos seis álbuns do cantor mencionando na lista.

## Faixas
Todas as faixas escritas e compostas por Jorge Ben Jor. 
| Lado A |                              |         |  |
| N.º    | Título                       | Duração |  |
| 1.     | "Morre o Burro Fica o Homem" | 2:06    |  |
| 2.     | "O Circo Chegou"             | 2:44    |  |
| 3.     | "Paz e Arroz"                | 2:03    |  |
| 4.     | "Moça"                       | 4:58    |  |
| 5.     | "Domingo 23"                 | 3:48    |  |
| 6.     | "Fio Maravilha"              | 2:13    |  |

| Lado B |                                   |         |  |
| N.º    | Título                            | Duração |  |
| 1.     | "Quem Cochicha o Rabo Espicha"    | 3:27    |  |
| 2.     | "Caramba!... Galileu da Galileia" | 2:28    |  |
| 3.     | "Que Nega É Essa"                 | 3:32    |  |
| 4.     | "As Rosas Eram todas Amarelas"    | 3:52    |  |
| 5.     | "Taj Mahal"                       | 5:29    |  |